# ダムコン
ダムコンは、ダムに設置される管理用の計算機システムであり、ダム管理用制御処理設備またはダム放流設備制御装置とも呼ばれる。その役割は放流設備の制御のみならず、ダム諸量や気象、水象情報などの収集、演算、および各種情報、演算結果の表示、記録までをも担っている。また、上位機関などへの情報伝送もダムコンの重要な役割のひとつである。
堰に用いられる堰コン（堰管理用制御処理設備または堰放流設備制御装置）もある。

## 概説
ダムコンのシステム構成はダムの規模や設備内容、そしてダムコンが製作された年代によって大きく異なるが、基本的には演算処理、制御、表示および記録のための各種計算機および端末装置、プリンタ、表示装置などがある。
このほかに、放流設備の操作を行うための操作卓を備えている場合もあるが、専用ハードウェアであるため高価で、コスト縮減などの都合上から計算機や端末装置、あるいはPLCとタッチパネルを組み合わせた簡易な操作装置で代用されるようになってきている。
演算処理部および操作部は原則としてダムの管理所にある操作室に設置される。

## 入力情報
- ダム貯水位
- 放流量
- 洪水吐（ゲート・バルブ等）開度
- 上流河川水位
- 下流河川水位
- 流域観測局雨量
- 流域観測局積雪深
- 気象観測情報（ダムサイト）
  - 水温
  - 気温
  - 湿度
  - 風向風速
  - 気圧
  - その他
- その他

## 諸量演算
- ダム諸量
  - 貯水量
  - 空容量
  - 貯水率
  - 流入量
  - 放流量
- 気象・水文水象
  - 河川流量
  - 各観測局雨量
    - 時間雨量
    - 累計雨量

  - 流域平均雨量
    - 時間雨量
    - 累計雨量
- その他

## 制御・操作
- 操作方式
  - 遠方手動操作
  - 遠方半自動操作
  - 遠方自動操作（全自動）

## 参考資料
- 財団法人ダム水源地環境整備センター『ダム管理用制御処理設備標準設計仕様書（案）同解説』